# وسائل‌الشیعه
تفصیل وسائل الشیعة فی تحصیل مسائل الشریعة اثر شیخ حرّ عاملی از علمای اسلام قرن یازدهم هجری قمری، در برگیرنده مهم‌ترین احادیث فقه شیعه در ابواب مختلف است، که در طول ۱۸ سال نگاشته شده‌است.
ترتیب گردآوری و تنظیم احادیث بر اساس مباحث کتاب شرایع الإسلام علامه حلی است. شیخ حرّ عاملی احادیث کتاب را در ۵۰ موضوع فقهی تنظیم کرده و در پایان کتاب خاتمه مفصّلی را پیرامون مصادر، اسانید و رجال حدیث و مسائل دیگر اختصاص داده‌است.
در این اثر ۳۵۸۶۸ حدیث در ابواب مختلف فرائض، آداب و احکام گردآوری شده‌است و مصادر و منابع وسایل الشیعه علاوه بر کتب اربعه، بیش از ۱۷۰ اثر است. نام کامل کتاب «تفصیل وسائل الشیعة إلی تحصیل مسائل الشریعة» است.
این کتاب اثر محدث بزرگ و علامه محقق، شیخ محمد بن حسن حُر عاملی از علمای بزرگ و از فقهای برجسته شیعه در قرن یازدهم هجری است (۱۰۳۳–۱۱۰۴ هجری). این کتاب رابه همراه الوافی وبحارالانوار جوامع حدیثی (ثانویه) می‌نامند.

## تصحیح
تصحیح این کتاب در سال ۱۳۶۷ منتشر و در مراسم کتاب سال جمهوری اسلامی ایران به‌عنوان کتاب برگزیده معرفی شد.

## موضوع
روایات امامان شیعه که دربارهٔ احکام شرعی در تمام ابواب فقه وارد شده‌است.
شیخ حُر عاملی در این کتاب علاوه بر کتب اربعه به بیش از ۱۸۰ کتاب روایی معتبر شیعه استناد نموده و مجموعه‌ای از روایات فقهی شیعه را جمع‌آوری نموده‌است.

## ارزش و اعتبار
کتاب وسائل الشیعة از بهترین جوامع روایی شیعه به‌شمار می‌آید که با توجه به روایات پیامبر اسلام و ائمه در قرون اخیر نگاشته شده‌است.
این کتاب شامل حدود ۳۶ هزار روایت دربارهٔ احکام شرعی، واجبات، محرمات، مستحبات و آداب است که روایات آن گرفته شده از مجموعه‌های روایی معتبر شیعه و اصول اولیه قدمای اصحاب است.
این کتاب از زمان نگارش پیوسته مورد توجه علما و فقهای شیعه قرار گرفته‌است و در این زمان از ارکان اصلی استنباط احکام شرعی و اجتهاد در حوزه‌های علمیه شیعه به‌شمار می‌آید و در تمام درس‌های خارج فقه روایات آن نقل شده و به آن استناد می‌شود.

## انگیزه نگارش
شیخ حُر عاملی در مقدمه کتاب انگیزه خود را از نگارش کتاب این گونه بیان می‌نماید:
«مدّتها بود که از فکر و قلم خود درخواست می‌کردم و عزم و همت خود را بر آن می‌داشتم تا کتابی را به نگارش درآورم که آرزو را برآورده سازد و در علم و عمل سرآمد و شامل احادیث مسائل شرعی و نصوص احکام فرعی باشد.
احادیثی که در کتاب‌های معتبر و صحیح روایی باشد که علمای بزرگ ما تصریح به صحت و اعتبار آنها کرده‌اند تا پناهگاهی برای خودم در مسائل شرعی باشد و مرجعی برای هدایت شیعه شود و من هم در ثواب هر کس که از نور آن بهره گیرد و با پرچم مناره‌های آن هدایت گردد و از تابش خورشید و ماه آن بهره‌مند شود شریک باشم و چه گنجینه‌ای بزرگتر از ثوابی که تا روز قیامت ادامه یابد ان شاء الله».

## شیوه نگارش
شیخ حر عاملی روایات این کتاب را به ترتیب مسائل شرعی مطرح شده در کتاب‌های فقهی از کتاب طهارت تا کتاب دیات به صورت باب‌های جداگانه آورده‌است. وی سعی بر آن داشته تا برای هر مسئله شرعی بابی مستقل اختصاص دهد و این خود موجب گشته تا دسترسی به روایات کتاب بسیار آسان گردد و مراجعه‌کننده به راحتی بتواند روایات مورد نظر را پیدا نماید.
علاوه بر آن مسائل جدیدی را نیز با توجه به مضمون روایات با ترتیبی آشنا و چینشی مطلوب و نظمی زیبا مطرح نموده‌است.

## مدت نگارش
شیخ حر این کتاب را در مدت بیست سال از عمر خود نگاشته و با این اثر خود خدمتی بزرگ در جهت حفظ روایات شیعه کرده‌است.
این مدت مساوی با مدت زمانی است که محمد بن یعقوب کلینی کتاب کافی را جمع‌آوری نموده‌است.

## ویژگیهای کتاب
1. شیخ حُر عاملی در آغاز کتاب می‌نویسد: من روایات این کتاب را از کتاب‌های معتبر و مشهور روایی که شیعه به آن‌ها عمل و مراجعه می‌کند روایت کرده‌ام و در آغاز سند هر روایت، نام کسانی که آن روایت را از کتاب آن‌ها آورده‌ام ذکر می‌کنم و سند خود به آن کتاب و آنچه مربوط به آن است را در آخر کتاب می‌آورم.
2. از دیگر ویژگی‌های این کتاب این است که مؤلف، تمام روایات مربوط به یک مسئله را با هم آورده تا مراجعه‌کننده به راحتی بتواند به تمام روایات متحد در دلالت یا متن یا سند دست یابد.

این ویژگی موجب گشته تا به راحتی بتوان میان روایات یک باب از جهت سند یا متن یا دلالت و مفهوم بررسی و مقابله انجام داد و زیادی و نقصان میان روایات را با یک نگاه و بدون مراجعه به مصادر گوناگون دریافت.
1. کتاب حاضر جمع میان احادیث مختلف مربوط به یک باب از منابع متنوع یا مواضع متعدد را هم آورده‌است.
2. شیخ حر عاملی در این کتاب سعی و تلاش فراوانی در ضبط دقیق روایات داشته و به اختلاف نسخه‌های گوناگون توجه نموده و در حاشیه کتاب به آنچه در نسخه‌های دیگر آمده اشاره کرده‌است.

## تجدید نظر
شیخ حر عاملی دو بار موفق به تجدید نظر در این کتاب شده و از اول تا آخر آن را نوشته‌است و روی هم رفته وی سه بار کتاب وسائل الشیعة را نوشته‌است.

## سخنان علما
سید حسن صدر دربارهٔ این کتاب می‌فرماید:
«کتاب وسائل الشیعة دربارهٔ احکام شرعی نگاشته شده‌است. این کتاب به گونه‌ای نوشته شده که به راحتی می‌توان از آن استفاده نمود و به مطالب آن دسترسی پیدا کرد. در این کتاب میان استدلال و فقه و کلمات فقها به بهترین شکل و صحیح‌ترین راه و معتبرترین مأخذ جمع شده‌است.
هرگاه فقیه و مجتهد متبحری در این کتاب نظر کند آنچه را می‌خواهد همانند مرواریدهایی که به نظم چیده شده می‌یابد. هیچ مطلب مشکل و معضلی نیست که به آن نپرداخته باشد و موجب حیرت علما گشته و مانند آیه قرآن در برابر دیگر سخنان مطرح شده‌است.»
علامه امینی در کتاب ارزشمند الغدیر دربارهٔ این کتاب می‌فرماید:
«در هیچ کتاب رجال و تراجمی نامی از شیخ حر عاملی برده نشده مگر آنکه جملات مدح و ستایش فراوانی دربارهٔ کتاب گران‌بهایش یعنی وسائل الشیعة آن را فرا گرفته‌است.»
این کتاب به قدری ارزشمند است که آخوند خراسانی دربارهٔ آن فرموده‌است: بعد از مراجعه به کتاب وسائل الشیعة با مراجعه به کتاب مستدرک الوسائل مجتهد یقین به فحص کامل پیدا می‌کند و مطمئن می‌شود که روایت دیگری در این باب نیست و گرنه در این دو کتاب می‌آمد.

## شرح‌ها و تعلیقه‌ها
کتاب وسائل الشیعة از زمان نگارش بسیار مورد استقبال علمای بزرگ شیعه قرار گرفت و از این جهت شرح‌ها و تعلیقه‌های فراوانی نیز بر آن نگاشته شد که اولین آن‌ها توسط خود مؤلف نوشته شد مانند:
1. تحریر وسائل الشیعة و تحبیر مسائل الشریعة نوشته شیخ حر عاملی.
2. تعلیقه‌ای بر وسائل الشیعة نوشته شیخ حر عاملی.
3. شرح وسائل الشیعة نوشته شیخ محمد بن شیخ علی بن شیخ عبد النبی بن محمد بن سلیمان بن مقابی معاصر با شیخ یوسف بحرانی.
4. شرح وسائل الشیعة نوشته  مولی محمد رضی قزوینی، شهید در فتنه افغان‌ها.
5. مجمع الاحکام، نوشته شیخ محمد بن سلیمان مقابی بحرانی معاصر با شیخ عبدالله سماهیجی.
6. شرح وسائل الشیعة، نوشته سید ابو محمد حسن بن علامه هادی آل صدر الدین موسی طاب ثراه.
7. الإشارات و الدلائل إلی ما تقدم أو تأخر فی الوسائل، نوشته حفید علامه صاحب جواهر شیخ عبد الصاحب.
8. شرح وسائل الشیعة نوشته  سید ابو القاسم خوئی. این کتاب به بیان ما تقدم و ما تأخر و بیان مطالبی که از روایات باب استفاده می‌شود بیش از آنچه شیخ حُر عاملی استفاده کرده پرداخته و روایات دیگری که شیخ حُر به آن‌ها اشاره نکرده‌است را ذکر نموده‌است.
9. مستدرک الوسائل نوشته علامه بزرگ محدث نوری، وی در این کتاب روایات فراوانی را که شیخ حُر عاملی به آن‌ها اشاره نکرده به همان ترتیب کتاب وسائل الشیعة آورده‌است و با توجه به آن روایات، کتاب دو برابر شده‌است.
10. «مصادر فقه الشیعه فی شرح وسائل الشیعه» آخرین شرح نوشته شده از  سید محمدعلی موحد ابطحی می‌باشد.[۳]

## سند روایات
در این کتاب سند روایات این گونه آمده:
1. سندها در حد زیادی مختصر شده بدون آنکه در معنای آن خللی ایجاد گردد مانند الفاظ اداء و تحمل که همه به کلمه (عن) تبدیل شده و لقب و کنیه و نسب‌ها حذف گردیده و به نام یا لقب معروف اکتفا شده مثلاً به جای عبدالله بن جعفر حمیری فقط به کلمه حمیری اکتفا شده‌است.
2. جمع میان سندها در جایی که یک روایت از منابع گوناگون و با سندهای متعدد روایت شده باشد.
3. در جایی که متن روایت در منابع گوناگون با هم فرق داشته باشد کاملترین آن‌ها را آورده و سپس با ظرافت به نکات اضافی یا اختلافی آن‌ها اشاره دارد.

شیخ حُر عاملی با این شیوه موفق به جمع‌آوری تمام روایات ابواب فقه در این کتاب شده‌است.

## نواقص
برخی از نواقص کتاب عبارتند از:
۱ - در این کتاب تقطیع روایات بسیار به چشم می‌خورد یعنی روایات قطعه قطعه شده و هر قطعه در باب مورد نظر آمده‌است.
این کار اگرچه استفاده از روایات را بسیار آسان کرده ولی در درک صحیح معنای آن ایجاد اشکال نموده زیرا معنای روایات را با توجه به صدر و ذیل آن دقیقتر می‌توان فهمید.
1. در این کتاب عبارت رواه… مثله و رواه… نحوه بسیار آمده یعنی شخص دیگری نیز مانند این روایت را نقل کرده‌است ولی عین نقل را نیاورده، در حالی که اگر عین نقل را می‌آورد در فهم صحیح‌تر و دقیق‌تر معنای روایت بسیار مفید بود.
2. در این کتاب عبارت تقدم ما یدل علی ذلک و یأتی نیز فراوان آمده، یعنی روایاتی که دلالت بر این مطلب دارد قبلاً آمده یا خواهد آمد در حالی که اگر ایشان آدرس دقیق روایات را می‌داد بهتر می‌شد به آن‌ها مراجعه کرد و در استنباط مطلب از آن‌ها استفاده نمود.
3. بر اثر تقطیع روایات در برخی اسناد یا متون روایات نیز اشکالاتی به‌وجود آمده‌است.

## خاتمه کتاب
شیخ حر در پایان کتاب مطالبی دربارهٔ علم حدیث و رجال آورده مانند شیخ صدوق، شیخ طوسی، شیخ کلینی، مصادر کتاب، سند مؤلف به آن‌ها و صحت و اعتبار مصادر کتاب، اصحاب اجماع، قرائن خبر، صحت احادیث کتاب، جواب اعتراضات، احادیث مضمر، احوال رجال و اصطلاحات کتاب.

## کتاب رجال
در پایان کتاب وسائل، شیخ حر عاملی یک کتاب رجال کوتاه را ارائه داده‌است.
وی در این کتاب بسیاری از روایات را توثیق نموده و مستند خود را دیگر کتاب‌های رجالی قرار داده‌است.